# Charles Murphy (homme politique canadien)
Pour les articles homonymes, voir Charles Murphy et Murphy.
Charles Murphy (8 décembre 1862-24 novembre 1935) est un homme politique canadien de l'Ontario. Il est député fédéral libéral de la circonscription ontarienne de Russell de 1908 à 1925. Il est ministre dans les cabinets des premiers ministres Wilfrid Laurier et Mackenzie King.

## Biographie
Né à Ottawa dans le Canada-Ouest, Murphy étudie le droit à l'Université d'Ottawa et à a la Osgoode Hall Law School. Il entre au barreau de l'Ontario en 1891 et pratique le droit dans la capitale canadienne.

## Politique
Murphy est élu député de Russell sans interruption de 1908 à 1925, soit en lors des élections de 1911, 1917, 1921 et l'élection partielle de 1922.
Il occupe plusieurs positions ministérielles dans le cabinet fédéral dont le poste de secrétaire d'État des Affaires extérieures de 1909 à 1911, ministre des Postes (en) de 1921 à 1926 et secrétaire d'État du Canada par intérim de 1925 à 1926.
Il est nommé au Sénat du Canada en 1925 et meurt en fonction à Ottawa en 1935 à l'âge de 72 ans.

## Archives
Le fonds d'archives Charles Murphy est disponible à la Bibliothèque et Archives du Canada.